# Amegilla mauritanica
Amegilla mauritanica là một loài Hymenoptera trong họ Apidae. Loài này được Benoist mô tả khoa học năm 1950.